# Big Drill Car
I Big Drill Car sono un gruppo Melodic hardcore punk di Huntington Beach, in California formatisi nel 1987 e scioltisi nel 1995

## Membri
- Frank Daly - Voce
- Mark Arnold - Chitarra

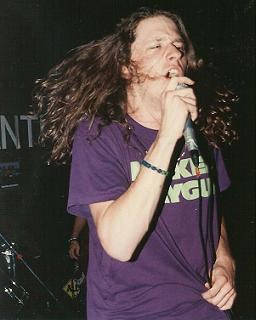
Frank Daly at the AntiClub 1990

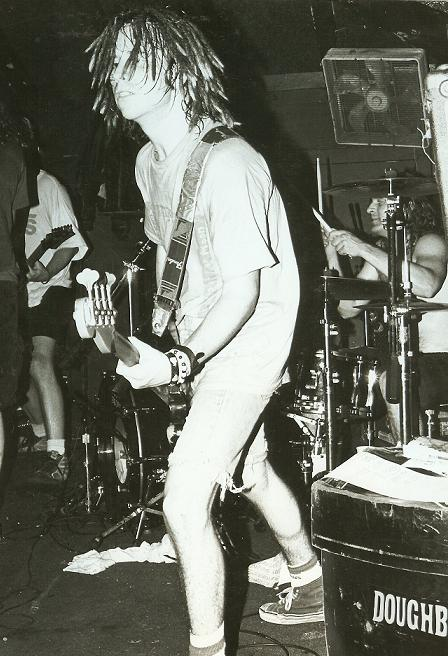
Bob Thomson at the AntiClub 1990

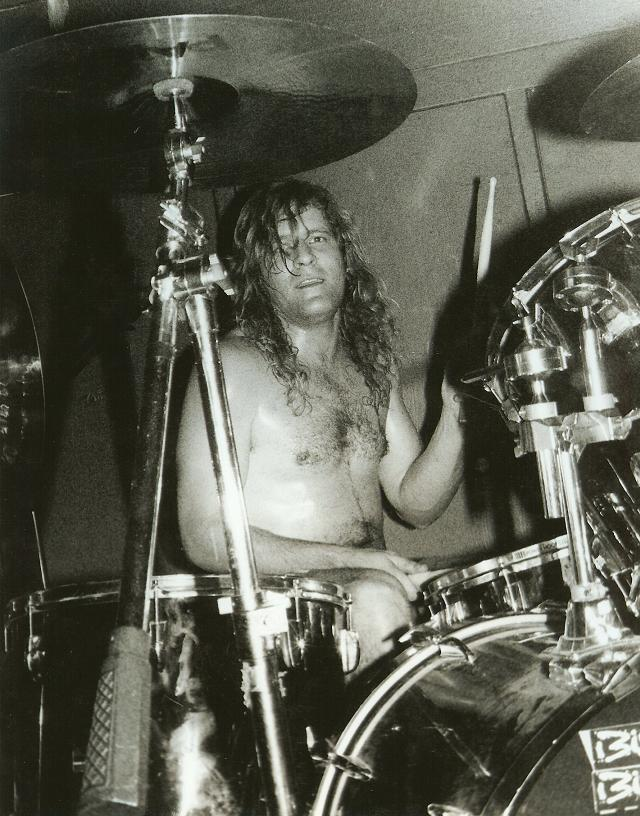
Danny Marcroft circa 1990

- Bob Thomson - Basso (dal 1987 al 1992)
- Darrin Morris - Basso (dal 1992 al 1995)
- Danny Marcroft - Batteria (dal 1987 al 1992)
- Keith Fallis - Batteria (dal 1992 al 1995)

## Discografia

### Studio e EP
- Small Block EP (1988, Varient Records! (re-issued on Cruz Records in 1990)
- CD Type Thing (1989, Cruz Records)
- Batch (1991, Cruz Records)
- Toured (1993, Cargo/Headhunter Records)
- No Worse for the Wear (1994, Cargo/Headhunter Records)

### 7" Singoli
- "Surrender/Getaway" (split w/ Chemical People) (1991, Cruz Records)
- "The Snapperhead E.P." (split w/ Thud! (1992, Blackbox Records)
- "No Worse for the Wear/Black Country Rock" (1994, Stab You in the Back/Truk Records)
- "Nothin' At All/Trash the House" (1994, Goldenrod Records)

### Apparizioni in compilation
- Cruz Sampler 7" (1991) - "Restless Habs"
- The Big One: San Francisco/Los Angeles (1991) - "A Take Away"
- Something's Gone Wrong Again: The Buzzcocks Covers Compilation (1992) - "I Don't Mind"
- 13 Back-Ordered Hits (1993) - "16 Lines"
- Blackbox Sampler (1993) - "Big Shot (live)"
- Case Closed? An International Compilation of Husker Du Cover Songs (1993) - "Celebrated Summer"
- By The Banks of the Mighty Santa Ana, Vol. II (1994) - "Song No. 40"
- Super Mixer (1996) - "Nothin' At All"
- Keep the Beat (1996) - "Celebrated Summer"
- O.C.'s 5400 Day Revolution (1999) - "Big Shot (studio version)"